# Bujalcayado
Bujalcayado es una localidad española, pedanía del municipio de Sigüenza, perteneciente a la provincia de Guadalajara, en la comunidad autónoma de Castilla-La Mancha.

## Geografía
La localidad está situada en la ladera suroeste de Los Hornillos, en la montaña de Montellano, a una altitud de unos 1072 m sobre el nivel del mar.

## Historia
A mediados del siglo XIX, el lugar, por entonces con ayuntamiento propio, contaba con una población censada de 56 habitantes. La localidad aparece descrita en el cuarto volumen del Diccionario geográfico-estadístico-histórico de España y sus posesiones de Ultramar de Pascual Madoz de la siguiente manera:

BUJALCAYADO: l. con ayunt. en la prov. de Guadalajara (11 leg.), part. jud. y dióc. de Sigüenza (2), and. terr. y c. g. de Madrid (21): sit. en el comedio de una sierra mirando al S. con libre ventilacion y clima propenso á fiebres intermites por hallarse inmediato á las salinas de la Olmeda. Tiene 14 casas, escuela de instruccion primaria concurrida por 5 alumnos á cargo de un maestro dotado con 3 medias de trigo, y una igl. parr. (Sta. Quiteria), aneja de la de Riosalido. Confina el térm. N. y O. Matas; E. Riosalido, y S. la Olmeda; en el se encuentran varias fuentes de buenas aguas, surtiendo al vecindario para beber una que brota en el mismo comedio de la sierra, y á la parte opuesta de la pobl., se ve en una umbría la ermita de San Bartolomé. El terreno en su mayor parte es escabroso y áspero, á escepcion de un pequeño valle de buena calidad en el que hay un prado por el que cruza un arroyo que baja de Riosalido, y facilita su paso á la ermita un pequeño puente. caminos: los que dirigen á Sigüenza, Riosalido, la Olmeda y las Salinas. correo: se recibe en la adm. de Sigüenza, los domingos, miércoles y viernes, y sale lunes, jueves y sábados. prod.: trigo; cebada, avena, garbanzos y otras legumbres: cria ganado lanar, vacuno, mular y asnal; caza de perdices, conejos y liebres y en la temporada del verano codornices. ind. la agrícola. comercio: venta de granos sobrantes é importacion de los demas artículos de consumo de que carecen. pobl.: 16 vec., 56 alm. cap. prod. 1.286,100 rs. imp. 40,054. contr. 2,262. presupuesto municipal 1,154 y se cubre por reparto vecinal.
(Madoz, 1846, p. 492)

## Economía local
Su principal actividad es agrícola y ganadera, como el resto de la comarca. En la pedanía se encuentran las salinas de Bujalcayado, que en tiempos no muy lejanos se explotaban. En época de verano cuando la sal se sacaba de las albercas se formaban sierras blancas, desde el pueblo se tenía unas vistas similares a las de un paisaje nevado.